# Ñirihuau
Ñirihuau är en ort i Argentina.   Den ligger i provinsen Río Negro, i den sydvästra delen av landet, 1 300 km sydväst om huvudstaden Buenos Aires. Ñirihuau ligger 809 meter över havet och antalet invånare är 125.
Terrängen runt Ñirihuau är kuperad norrut, men söderut är den platt. Närmaste större samhälle är San Carlos de Bariloche, 13,6 km väster om Ñirihuau.
Omgivningarna runt Ñirihuau är i huvudsak ett öppet busklandskap. Runt Ñirihuau är det ganska glesbefolkat, med 22 invånare per kvadratkilometer.